# Nueva Guinea
Nueva Guinea is een stad en gemeente in de Región Autónoma de la Costa Caribe Sur, in het oosten van Nicaragua, op 292 km van hoofdstad Managua. Ze heeft 78.000 inwoners, waarvan ongeveer veertig procent in urbaan gebied (área de residencia urbano) woont.

## Geschiedenis
De stad werd gesticht in de jaren zestig van de twintigste eeuw en kende een spectaculaire groei in de jaren zeventig, toen het Amerikaanse leger burgers financiële steun en landbouwgrond beloofde indien ze de kusten aan de Grote Oceaan zouden verlaten richting Nueva Guinea. Vandaag is de stad vooral van belang voor de landbouwproductie van Nicaragua.

## Partnersteden
Nueva Guinea is een partnerstad van:
- Sint-Truiden (België), sinds 2002